# Lunery
Lunery és un municipi francès, situat al departament de Cher i a la regió de Centre – Vall del Loira. L'any 2007 tenia 1.477 habitants.

## Demografia

### Població
El 2007 la població de fet de Lunery era de 1.477 persones. Hi havia 588 famílies, de les quals 172 eren unipersonals (56 homes vivint sols i 116 dones vivint soles), 176 parelles sense fills, 196 parelles amb fills i 44 famílies monoparentals amb fills.
La població ha evolucionat segons el següent gràfic:
Habitants censats

### Habitatges
El 2007 hi havia 673 habitatges, 601 eren l'habitatge principal de la família, 40 eren segones residències i 32 estaven desocupats. 655 eren cases i 18 eren apartaments. Dels 601 habitatges principals, 452 estaven ocupats pels seus propietaris, 136 estaven llogats i ocupats pels llogaters i 13 estaven cedits a títol gratuït; 1 tenia una cambra, 27 en tenien dues, 118 en tenien tres, 192 en tenien quatre i 263 en tenien cinc o més. 417 habitatges disposaven pel capbaix d'una plaça de pàrquing. A 251 habitatges hi havia un automòbil i a 256 n'hi havia dos o més.

### Piràmide de població
La piràmide de població per edats i sexe el 2009 era:
| Homes | Edats   | Dones |
| ----- | ------- | ----- |
| 0     | 95 o +  | 0     |
| 0     | 90 a 94 | 0     |
| 8     | 85 a 89 | 12    |
| 8     | 80 a 84 | 12    |
| 16    | 75 a 79 | 24    |
| 40    | 70 a 74 | 44    |
| 68    | 65 a 69 | 44    |
| 48    | 60 a 64 | 52    |
| 52    | 55 a 59 | 44    |
| 72    | 50 a 54 | 44    |
| 48    | 45 a 49 | 44    |
| 56    | 40 a 44 | 40    |
| 68    | 35 a 39 | 64    |
| 52    | 30 a 34 | 72    |
| 56    | 25 a 29 | 44    |
| 40    | 20 a 24 | 24    |
| 40    | 15 a 19 | 28    |
| 24    | 10 a 14 | 60    |
| 52    | 5 a 9   | 40    |
| 32    | 0 a 4   | 32    |

## Economia
El 2007 la població en edat de treballar era de 977 persones, 660 eren actives i 317 eren inactives. De les 660 persones actives 582 estaven ocupades (329 homes i 253 dones) i 78 estaven aturades (40 homes i 38 dones). De les 317 persones inactives 112 estaven jubilades, 83 estaven estudiant i 122 estaven classificades com a «altres inactius».

### Ingressos
El 2009 a Lunery hi havia 619 unitats fiscals que integraven 1.540,5 persones, la mediana anual d'ingressos fiscals per persona era de 15.611 €.

### Activitats econòmiques
Dels 57 establiments que hi havia el 2007, 1 era d'una empresa extractiva, 3 d'empreses alimentàries, 1 d'una empresa de fabricació de material elèctric, 5 d'empreses de fabricació d'altres productes industrials, 8 d'empreses de construcció, 12 d'empreses de comerç i reparació d'automòbils, 4 d'empreses de transport, 3 d'empreses d'hostatgeria i restauració, 2 d'empreses financeres, 3 d'empreses immobiliàries, 5 d'empreses de serveis, 6 d'entitats de l'administració pública i 4 d'empreses classificades com a «altres activitats de serveis».
Dels 8 establiments de servei als particulars que hi havia el 2009, 1 era una oficina de correu, 1 taller de reparació d'automòbils i de material agrícola, 1 paleta, 3 guixaires pintors, 1 electricista i 1 restaurant.
Dels 3 establiments comercials que hi havia el 2009, 1 era una botiga de més de 120 m², 1 una botiga de menys de 120 m² i 1 una botiga de mobles.
L'any 2000 a Lunery hi havia 10 explotacions agrícoles que ocupaven un total de 2.210 hectàrees.

## Equipaments sanitaris i escolars
L'únic equipament sanitari que hi havia el 2009 era una farmàcia.
El 2009 hi havia 2 escoles elementals.

## Poblacions més properes
El següent diagrama mostra les poblacions més properes.